# Kamel Kadri
Kamel Kadri (Algeri, 19 novembre 1963) è un ex calciatore algerino, di ruolo portiere.

## Carriera

### Club
Ha giocato nel massimo campionato algerino e turco.

### Nazionale
Con la maglia della Nazionale ha vinto la Coppa d'Africa 1990.

## Palmarès

### Nazionale
- Coppa d'Africa: 1

Algeria 1990